# Судьба барабанщика (фильм, 1955)
«Судьба барабанщика» — советский художественный фильм, экранизация одноимённой повести Аркадия Гайдара.

## Сюжет
Действие картины происходит в СССР в 1930-е годы. Пионер Серёжа, сын арестованного за утерю секретных документов инженера Баташова, случайно оказывается помощником шпиона, представившегося дядей. Но мальчик, рискуя жизнью и проявляя бдительность, разоблачает врагов и хочет передать их чекистам. Пытаясь не дать скрыться врагам, получает ранение.

## В ролях
- Даниил Сагал — инженер Пётр Александрович Баташов
- Серёжа Ясинский — Серёжа, сын Баташова
- Алла Ларионова — Валентина, мачеха Серёжи
- Андрей Абрикосов — Николай Половцев, директор оборонного завода
- Виктор Хохряков — «дядя Вася», шпион
- Клавдия Половикова — старуха, завхоз киевского детсада
- Александр Лебедев — Юрка Ковякин, дворовая шпана
- Василий Краснощёков — «Крючконосый», вор
- Леонид Пирогов — «старик Яков», бандит
- Николай Тимофеев — инженер Грачковский
- Боря Бурляев — Славка, сын Грачковского

## Съёмочная группа
- Автор сценария: Лия Соломянская
- Режиссёр-постановщик: Виктор Эйсымонт
- Оператор: Борис Монастырский
- Художник: Александр Дихтяр
- Композитор: Лев Шварц